# Karl-Heinrich Wirschinger
Karl-Heinrich Wirschinger (* 15. Oktober 1911 in München; † 24. Oktober 2003 in Garmisch-Partenkirchen) war ein deutscher Rechtsanwalt.

## Werdegang
K.H. Wirschinger  war der einzige Sohn des Juristen und ehem. niederbayerischen Regierungspräsidenten Heinrich Wirschinger († 18. Februar 1950) und dessen Ehefrau Mary, geb. Dühmig. Er besuchte Volksschulen in Amberg, Speyer und München. 1930 legte er am humanistischen Maximiliansgymnasium in München das Abitur ab und studierte im Anschluss Rechtswissenschaften in München, Wien und Kiel. 1934 legte er die Staatsprüfungen ab. Während des Zweiten Weltkriegs wurde er mit einem Durchschuss der linken Hand verwundet. Nach Kriegsende ließe er sich in München als Rechtsanwalt nieder und spezialisierte sich auf das Sozialrecht.
1960 wurde er Landesvorsitzender im Verband Freier Berufe in Bayern und auch Vorstandsmitglied im Bundesverband der Freien Berufe. Als Vertreter der Freien Berufe gehörte er vom 1. Mai 1959 bis 31. Dezember 1977 dem Bayerischen Senat an. Ab 1964 war er Vorsitzender des Instituts für Freie Berufe an der Universität Erlangen-Nürnberg, zuletzt dessen Ehrenvorsitzender.
Von 1961 bis 1970 war er Mitglied im Rundfunkrat des Bayerischen Rundfunks und ab 1971 Mitglied des Fernsehrats des Zweiten Deutschen Fernsehens. Ab November 1971 war er Präsident des Bayerischen Anwaltsgerichtshofs.
Er wurde mit dem Bayerischen Verdienstorden (1964), mit dem Großen Bundesverdienstkreuz und mit dem Großen Silbernen Ehrenzeichen der Republik Österreich ausgezeichnet.